# Illeråsasjön
Illeråsasjön är en sjö i Gislaveds kommun i Småland och ingår i Nissans huvudavrinningsområde. Sjön är 18,2 meter djup, har en yta på 0,615 kvadratkilometer och är belägen 202,4 meter över havet. Sjön avvattnas av vattendraget Ilabäcken. Vid provfiske har abborre, gädda, lake och mört fångats i sjön.

## Delavrinningsområde
Illeråsasjön ingår i det delavrinningsområde (636088-135856) som SMHI kallar för Mynnar i Mörke-Malen. Avrinningsområdets medelhöjd är 245 meter över havet och ytan är 13,83 kvadratkilometer. Det finns inga delavrinningsområden uppströms utan avrinningsområdet är högsta punkten. Ilabäcken som avvattnar avrinningsområdet har biflödesordning 3, vilket innebär att vattnet flödar genom totalt 3 vattendrag innan det når havet efter 109 kilometer. Delavrinningsområdet består mestadels av skog (87 procent). Avrinningsområdet har 0,61 kvadratkilometer vattenytor vilket ger det en sjöprocent på 4,4 procent.